# 輝錸礦
輝錸礦（英語：Rheniite）是一種非常稀有的硫化物礦物，化學式為ReS2。它能形成金属光澤的银灰色板状晶体。它的比重為7.5。
它在俄羅斯庫里爾群島伊圖魯普島的Kudriavy火山發現，並於2004年獲得批准。它在活躍的火山噴氣孔中發現。
輝錸礦是最早發現的錸元素礦物之一。另一種已知的批准的錸礦物是硫化物礦物硫銅錸礦。幾乎所有商業開采的铼都作為鉬礦石開採的副產品回收，因為錸在輝鉬礦中的含量最高達0.2％。

## 外部連結
- Mineral galleries （页面存档备份，存于）